# U.S. National Championships 1955
Gli U.S. National Championships 1955 (conosciuti oggi come US Open) sono stati la 75ª edizione degli U.S. National Championships e quarta prova stagionale dello Slam per il 1955. I tornei di singolare e doppio misto si sono disputati al West Side Tennis Club nel quartiere di Forest Hills di New York, quelli di doppio maschile e femminile al Longwood Cricket Club di Chestnut Hill, negli Stati Uniti.
Il singolare maschile è stato vinto dallo statunitense Tony Trabert, che si è imposto sull'australiano Ken Rosewall col punteggio di 9–7, 6–3, 6–3. Il singolare femminile è stato vinto dalla statunitense Doris Hart, che ha battuto in finale la britannica Patricia Ward Hales. Nel doppio maschile si sono imposti Kosei Kamo e Atsushi Miyagi. Nel doppio femminile hanno trionfato Louise Brough e Margaret Osborne duPont. Nel doppio misto la vittoria è andata a Doris Hart, in coppia con Vic Seixas.

## Seniors

### Singolare maschile
Tony Trabert ha battuto in finale  Ken Rosewall con il punteggio di 9–7, 6–3, 6–3.

### Singolare femminile
Doris Hart ha battuto in finale  Patricia Ward Hales con il punteggio di 6–4, 6–2.

### Doppio maschile
Kosei Kamo /  Atsushi Miyagi hanno battuto in finale  Gerald Moss /  Bill Quillian con il punteggio di 6–3, 6–3, 3–6, 1–6, 6–4.

### Doppio femminile
Louise Brough /  Margaret Osborne duPont hanno battuto in finale  Shirley Fry /  Doris Hart con il punteggio di 6–3, 1–6, 6–3.

### Doppio misto
Doris Hart /  Vic Seixas hanno battuto in finale  Shirley Fry /  Lew Hoad con il punteggio di 9–7, 6–1.